# Zalma
Zalma est un village américain situé dans le comté de Bollinger, dans l'État du Missouri.

## Histoire
D'abord appelé Bollinger's Mill (« le moulin de Bollinger »), le village adopte son nom actuel en 1891, en l'honneur de Zalma Block.
En juin 2016, Zalma cesse d'être une municipalité. Conformément à la loi du Missouri, le village a été désincorporé par les commissaires du comté de Bollinger, n'élisant plus de conseillers municipaux (trustees) depuis plusieurs années.

## Géographie
L'ancienne municipalité de Zalma s'étendait sur une superficie de 0,19 mille carré (0,49 km2).

## Démographie
| Groupe            | Zalma | Missouri | États-Unis |
| ----------------- | ----- | -------- | ---------- |
| Blancs            | 100   | 82,8     | 72,4       |
| Autres            | 0     | 17,2     | 27,6       |
| Total             | 100   | 100      | 100        |
|                   |       |          |            |
| Latino-Américains | 0,8   | 3,6      | 16,7       |

Selon l'American Community Survey, pour la période 2011-2015, 100 % de la population âgée de plus de 5 ans déclare parler l'anglais.